# Mitsubishi F-1
Мицубиси F-1 (яп. F-1支援戦闘機 Эфу-ван сиэн сэнто:ки, «Вспомогательный истребитель F-1», англ. Mitsubishi F-1) — японский истребитель-бомбардировщик, разработанный компанией Мицубиси Хэви Индастриз (англ. Mitsubishi Heavy Industries (MHI)) на базе учебно-тренировочного самолёта Мицубиси T-2 для Воздушных сил самообороны Японии. Первый разработанный в Японии после Второй мировой войны боевой самолёт.
Разработка самолёта началась в 1972 году. В 1973 году со сборочной линии сняли два учебно-тренировочных T-2 для переоборудования по программе создания истребителя. Сначала они получили наименование T-2(FS), затем были переименованы в FS-T2 Kai, где «Kai» — сокращение от «усовершенствованный» (яп. 改善 кайдзэн). Прототип совершил первый полёт 3 июня 1975 года. Первый серийный F-1 совершил первый полёт 16 июня 1977 года. Поставки истребителей продолжались с сентября 1977 по март 1987 года. Планировалось построить 160 самолётов, однако всего было построено только 77 серийных самолётов. F-1 был снят с вооружения Воздушных сил самообороны Японии в 2006 году.

## Тактико-технические характеристики
Приведённые характеристики соответствуют модификации F-1.
Источник данных: Левин М. А., Ильин В. Е., 1994 г.

Технические характеристики
- Экипаж: 1 пилот
- Длина: 17,86 м (со штангой ПВД)
- Размах крыла: 7,88 м
- Высота: 4,39 м
- Площадь крыла: 21,18 м²
- Коэффициент удлинения крыла: 2,94
- Стреловидность по передней кромке: 68°
- Профиль крыла: NACA 65 mod
- База шасси: 5,72 м
- Колея шасси: 2,82 м
- Масса пустого: 6 360 кг
- Максимальная взлётная масса: 13 675 кг
- Объём топливных баков: 3 823 л (+3 × 821 л ПТБ)
- Силовая установка: 2 × ТРДДФ Ishikawa-Harima TF40-IHI-801A
  - Бесфорсажная тяга: 2 × 22,8 кН
  - Форсажная тяга: 2 × 32,5 кН

Лётные характеристики
- Максимальная скорость: 1 700 км/ч на высоте 12 200 м
- Боевой радиус: 555 км (с 2 × ASM-1)
- Практический потолок: 15 240 м
- Скороподъёмность: 178 м/с
- Нагрузка на крыло: 645,7 кг/м² (при максимальной взлётной массе) (расч.)
- Тяговооружённость: 0,48 (на форсаже при максимальной взлётной массе) (расч.)
- Длина разбега: 1 280 м (при максимальной взлётной массе)

Вооружение
- Стрелково-пушечное: 1 × 20 мм пушка JM61
- Точки подвески: 7 (один под фюзеляжем, 2 на законцовках крыла и 4 под крылом)
- Боевая нагрузка: 2 720 кг
- Управляемые ракеты:  
  - ракеты «воздух-воздух»: 4 × AIM-9L или AAM-1
  - ракеты «воздух-поверхность»: 2 × ASM-1
- Неуправляемые ракеты: 70 мм или 130 мм
- Бомбы: 227 кг или 340 кг бомбы на многозамковых держателях

## Сравнение с аналогами
|                      | Су-17                 | МиГ-27                | LTV A-7 Corsair II            | Grumman A-6 Intruder          | Mitsubishi F-1                |
| -------------------- | --------------------- | --------------------- | ----------------------------- | ----------------------------- | ----------------------------- |
|                      |                       |                       |                               |                               |                               |
| Первый полёт         | 2 августа 1966 года   | 17 ноября 1972 года   | 27 сентября 1965 года         | 19 апреля 1960 года           | 3 июня 1975 года              |
| Принят на вооружение | 1970 год              | 1975 год              | 1967 год                      | 1963 год                      | 1978 год                      |
| Годы производства    | 1969 — 1990           | 1973 — 1994           | 1965 — 1984                   | 1962 — 1990                   | 1977 — 1987                   |
| Единиц произведено   | 2867                  | 1412                  | 1569                          | 693                           | 77                            |
| Статус               | Состоит на вооружении | Состоит на вооружении | Снят с вооружения в 2014 году | Снят с вооружения в 1997 году | Снят с вооружения в 2006 году |

|                      | SEPECAT Jaguar        | Dassault-Breguet Super Étendard | Hawker Siddeley Buccaneer     | СОКО J-22 Орао        | IAR 93                        |
| -------------------- | --------------------- | ------------------------------- | ----------------------------- | --------------------- | ----------------------------- |
|                      |                       |                                 |                               |                       |                               |
| Первый полёт         | 8 сентября 1968 года  | 28 октября 1974 года            | 30 апреля 1958 года           | 31 октября 1974 года  | 31 октября 1974 года          |
| Принят на вооружение | 1972 год              | 1978 год                        | 1962 год                      | 1978 год              | 1978 год                      |
| Годы производства    | 1968 — 1981           | 1977 — 1983                     | 1961 — 1977                   | 1978 — 1992           | 1976 — 1990                   |
| Единиц произведено   | 573                   | 85                              | 206                           | 165                   | 86                            |
| Статус               | Состоит на вооружении | Состоит на вооружении           | Снят с вооружения в 1993 году | Состоит на вооружении | Снят с вооружения в 1998 году |